# Știma Apelor
Știma apei este, în mitologia românească, o divinitate primitivă a apelor dulci, de bunăvoința căreia depinde stabilitatea acvatică, ea putând provoca deopotrivă inundațiile mari ca și seceta, fiind o replică românească a nimfelor naiade de la greci.
În credințele poporului nostru, fiecare apă are câte o știmă. Ea apare ca o femeie neînchipuit de frumoasă, sălbatică, albă, cu părul verde-albăstrui, lung până la călcâie. Când stă în apă, este jumătate femeie, jumătate pește. Din când în când, câte o Știmă, supărată pe pământeni, iese din râu sau din lac, cu apa după ea, și pleacă peste câmpuri și lunci, inundând totul în cale și înecând oameni și animale. După ce își mai astâmpără mânia, Știma se întoarce la matcă sau se așează în iazuri.
Numită în Bucovina "Femeia Gârlei", iar în Munții Apuseni "Vâlva Apei", ea poate lua înfățișarea unei femei cu părul lung și ochi ademenitori, care îi atrage pe flăcăi spre a-i îneca. 
În literatura cultă, reprezentări ale știmei apelor se întâlnesc în creațiile lui Mihail Sadoveanu („Zâna lacului”), Vasile Voiculescu („Lostrița”), Cezar Petrescu („Aranca, știma lacurilor”).
Totuși, anumite surse, vorbesc despre oamenii de apă, care sunt o amintire a înecării în apele Mării Roșii a carelor de luptă ale lui Faraon, cu ocupanții lor cu tot, în momentul când s-a încercat traversarea acestei mări, după copiii lui Israel. 